# ثنائي ميثيل ديوكسيران
ثنائي ميثيل ديوكسيران (DMDO) هو مركب عضوي له الصيغة(CH3)2CO2. وهو الديوكسيران المشتق من الأسيتون ويمكن اعتباره مونومر لبيروكسيد الأسيتون. وهو عامل مؤكسد انتقائي قوي، يستخدم في الاصطناع العضوي. وهو معروف فقط على شكل محلول مخفف، عادة في الأسيتون، وبالتالي فإن خصائص المادة النقية غير معروفة إلى حد كبير.